# Zabójstwa proroków
Zabójstwa proroków (tur. Peygamber Cinayetleri) – powieść kryminalna tureckiego pisarza Mehmeta Murata Somera, opublikowana w 2003 roku. Jest to pierwsza część cyklu Hop-Cziki-Yaya, którego bohaterem jest transwestyta prowadzący śledztwo z własnej inicjatywy.

## Treść
Narratorem opowiadania jest mieszkający w Stambule transwestyta, który prowadzi własny bar nocny. Na wieść o śmierci dwóch transwestytów podejmuje własne śledztwo, w trakcie którego odkrywa, iż podobne przypadki śmierci transwestytów miały miejsce także w innych miastach Turcji. Zainspirowany wpisem na internetowym czacie zauważa, że wszystkie ofiary nosiły imiona proroków, znanych z tradycji muzułmańskiej (Józef, Jonasz, Ali, Saleh).
Narracja w powieści prowadzona jest w pierwszej osobie. Akcja osadzona jest w środowisku stambulskich transwestytów, których postacie oraz zachowania zostały sportretowane w sposób realistyczny, lecz z sympatią i humorem.
Powieść została przełożona na język polski przez Annę Polat i opublikowana nakładem wydawnictwa Prószyński i S-ka, Warszawa 2009.